# Tsugumomo
Tsugumomo (つぐもも) est une série de manga écrite et dessinée par Yoshikazu Hamada. Le manga a été prépublié dans différents magazines de prépublication de manga de Futabasha depuis le 20 novembre 2007.
Une adaptation en série télévisée d'animation par le studio Zero-G est diffusée pour la première fois entre avril et juin 2017. Un OAV est sorti en janvier 2020. Une seconde saison est diffusée entre le 5 avril et le 21 juin 2020.

## Synopsis
Les Tsukumogami (付喪神) sont des esprits générés par des objets ou des artefacts qui ont acquis une intelligence et une forme humaine que leurs propriétaires ont utilisées pendant de longues années. Kazuya Kagami chérit plus que tout l'« Obi aux sakuras » de sa défunte mère Kanaka, qu'il emmène toujours avec lui. Un jour, celui-ci est attaqué sur le toit de l'école par un camarade de classe et est poussé du toit. Dans sa chute vers la mort, il est empêché par son Obi, qui se transforme en une jeune fille. Elle se présente comme la Tsukumogami Kiriha et l'informe que son agresseur est possédé par un Amasogi (あまそぎ), des esprits malfaisants prenant possession d'objets nés des ressentiments ou d'un désir intense de leurs propriétaires. Désormais, Kazuya se bat contre les Amasogi et utilise la force de Kiriha qui prend différentes formes sous son apparence d'obi. Plus tard, il sera chasseur de Fléaux  pour la déesse protectrice de sa ville, Kukurihime.

## Personnages

### Personnages principaux
Kazuya Kagami (加賀見 一也, Kagami Kazuya)
Voix japonaise : Yūko Sanpei,,
Kazuya est le protagoniste de la série possédant un passé sombre caché de lui-même avec un sceau qui se défait lentement tout au long de la série.
Kiriha (桐葉)
Voix japonaise : Naomi Ōzora,,

### Personnages secondaires
Chisato Chikaishi (近石 千里, Chikaishi Chisato)
Voix japonaise : Noriko Shibasaki,
Kukuri (くくり)
Voix japonaise : Yurika Kubo,,
Kukurihime no Kami (菊理媛神 ou 菊理媛命) est la déesse de l' eau (ubusunagami), protégeant la ville de Kazuya.
Kokuyō (黒耀)
Voix japonaise : Eriko Matsui,,
Sunao Sumeragi (皇すなお, Sumeragi Sunao)
Voix japonaise : Yō Taichi,
Kotetsu (虎鉄)
Voix japonaise : Rumi Ookuboi,
Shirou Shiramine (白峰 四郎, Shiramine Shirō)
Voix japonaise : Sachi Kokuryu,
Osamu Osanai (小山内 治, Osanai Osamu)
Voix japonaise : Shiho Sasaki,
Taguri Kanayama (金山 たぐり, Kanayama Taguri)
Voix japonaise : M.A.O,
Akito Ashimine (安次峰 あきと, Ashimine Akito)
Voix japonaise : Shogo Sakata
Arumi Ashimine (安次峰 あるみ, Ashimine Akito)
Voix japonaise : Riho Sugiyama
Mimane Miyou (美鷹みまね, Ashimine Akito)
Voix japonaise : Mami Uchida
Azami (あざみ, Azami)
Voix japonaise : Yūko Ōno

### La famille de Kazuya
Kasumi Kagami (加賀見 霞, Kagami Kasumi)
Voix japonaise : Ayana Taketatsu,,
La grande-sœur de Kazuya.
Kazuaki Kagami (加賀見 一明, Kagami Kazuaki)
Voix japonaise : Hiroki Gotō
Le père de Kazuya et de Kasumi.
Kanaka Kagami (加賀見 奏歌, Kagami Kanaka)
Voix japonaise : Kotono Mitsuishi,
La défunte mère de Kazuya et de Kasumi.

## Production et supports

### Manga
Tsugumomo est écrit et illustré par Yoshikazu Hamada, dont la publication du manga a commencé le 20 novembre 2007. La série a d'abord été publiée dans le numéro de décembre 2007 du magazine de prépublication de manga de Futabasha, COMIC SEED!, avant d'être déplacée vers dans le Comic High! le 20 août 2008. La série change encore une fois de magazine pour le tout nouveau magazine de l'éditeur, le Monthly Action avec le premier numéro publié le 25 mai 2013. À ce jour, la série est compilée en trente-quatre volumes tankōbon.
En décembre 2020, Noeve Grafx annonce l'acquisition de la licence du manga pour la version française dont le premier tome est prévu pour mai 2021,. Cependant la sortie est finalement annulée en mai 2021 avant même la publication française du tome 1, l'éditeur  ne proposant pas d'autre date de sortie, ce qui constitue implicitement une annulation définitive. Une version anglaise était initialement publiée en ligne avec le lancement du site web de mangas numériques américain JManga (en) le 17 août 2011 ; au total, deux volumes ont été édités en anglais avant la fermeture de la plateforme en mai 2013,.

#### Liste des volumes
| no                                                                          | Japonais          | Japonais                                                                  | Français       | Français          |
| no                                                                          | Date de sortie    | ISBN                                                                      | Date de sortie | ISBN              |
| --------------------------------------------------------------------------- | ----------------- | ------------------------------------------------------------------------- | -------------- | ----------------- |
| 1                                                                           | 28 juillet 2008   | 978-4-575-83509-0                                                         | 28 mai 2021    | 978-2-4906-7683-5 |
| 2                                                                           | 11 avril 2009     | 978-4-575-83609-7                                                         | —              |                   |
| 3                                                                           | 10 octobre 2009   | 978-4-575-83682-0                                                         | —              |                   |
| 4                                                                           | 12 mai 2010       | 978-4-575-83768-1                                                         | —              |                   |
| 5                                                                           | 12 novembre 2010  | 978-4-575-83837-4                                                         | —              |                   |
| 6                                                                           | 12 juillet 2011   | 978-4-575-83926-5                                                         | —              |                   |
| 7                                                                           | 12 janvier 2012   | 978-4-575-84018-6                                                         | —              |                   |
| 8                                                                           | 12 juin 2012      | 978-4-575-84081-0                                                         | —              |                   |
| 9                                                                           | 12 septembre 2012 | 978-4-575-84127-5                                                         | —              |                   |
| 10                                                                          | 12 février 2013   | 978-4-575-84194-7                                                         | —              |                   |
| 11                                                                          | 12 juillet 2013   | 978-4-575-84261-6                                                         | —              |                   |
| 12                                                                          | 10 décembre 2014  | 978-4-575-84344-6                                                         | —              |                   |
| 13                                                                          | 10 juin 2014      | 978-4-575-84425-2                                                         | —              |                   |
| 14                                                                          | 9 janvier 2015    | 978-4-575-84559-4                                                         | —              |                   |
| 15                                                                          | 9 mai 2015        | 978-4-575-84617-1                                                         | —              |                   |
| 16                                                                          | 10 octobre 2015   | 978-4-575-84703-1                                                         | —              |                   |
| 17                                                                          | 12 avril 2016     | 978-4-575-84782-6                                                         | —              |                   |
| 18                                                                          | 12 septembre 2016 | 978-4-575-84849-6                                                         | —              |                   |
| 18.5                                                                        | 11 mars 2017      | 978-4-575-84940-0                                                         | —              |                   |
| Note : Guide officiel de la série.                                          |                   |                                                                           |                |                   |
| 19                                                                          | 11 mars 2017      | 978-4-575-84939-4                                                         | —              |                   |
| 20                                                                          | 11 octobre 2017   | 978-4-575-85056-7                                                         | —              |                   |
| 21                                                                          | 12 juin 2018      | 978-4-575-85166-3                                                         | —              |                   |
| 22                                                                          | 12 novembre 2018  | 978-4-575-85228-8                                                         | —              |                   |
| 23                                                                          | 12 mars 2019      | 978-4-575-85290-5                                                         | —              |                   |
| 24                                                                          | 22 janvier 2020,  | 978-4-575-85386-5 (édition standard) 978-4-575-85387-2 (édition spéciale) | —              |                   |
| Extra : Au Japon, l'édition spéciale de ce volume est comprise avec un OAV. |                   |                                                                           |                |                   |
| 25                                                                          | 12 mai 2020       | 978-4-575-85446-6                                                         | —              |                   |
| 26                                                                          | 10 décembre 2020  | 978-4-575-85522-7                                                         | —              |                   |
| 27                                                                          | 10 juin 2021      | 978-4-575-85591-3                                                         | —              |                   |
| 28                                                                          | 12 février 2022   | 978-4-575-85690-3                                                         | —              |                   |
| 29                                                                          | 10 août 2022      | 978-4-575-85745-0                                                         | —              |                   |
| 30                                                                          | 9 février 2023    | 978-4-575-85803-7                                                         | —              |                   |
| 31                                                                          | 12 juillet 2023   | 978-4-575-85862-4                                                         | —              |                   |
| 32                                                                          | 8 février 2024    | 978-4-575-85935-5                                                         | —              |                   |
| 33                                                                          | 8 août 2024       | 978-4-575-85994-2                                                         | —              |                   |
| 34                                                                          | 13 février 2025   | 978-4-575-86055-9                                                         | —              |                   |
| 35                                                                          | 11 septembre 2025 | 978-4-575-86128-0                                                         | —              |                   |

### Anime
Une adaptation anime de la série a été annoncée par une bande enveloppante sur le 18e volume du manga le 12 septembre 2016, et est plus tard confirmée comme une série télévisée. La série télévisée d'animation est réalisée par Ryōichi Kuraya au studio Zero-G, dont il se charge également des scripts. Yasuharu Takanashi est composé de la musique chez Pony Canyon,. L'anime est diffusé pour la première fois entre le 2 avril et le 18 juin 2017 sur Animax, BS11 et Tokyo MX,,. La série est composée de 12 épisodes.
Un OAV de 10 minutes a également été annoncé en mars 2019 avec le lancement d'une campagne de financement participatif pour sa production ; cet épisode « légèrement ecchi qui ne peut pas être diffusé à la télévision » sera publié avec un futur volume du manga en 2020. L'objectif initial des 3 millions de yens (environ 24 000 €) pour la production de l'OAV a été atteint en 14 heures. En dépassant le second objectif des 6 millions de yens en avril 2019, la production a annoncé que cet OAV durera une vingtaine de minutes.
Révélée en mars 2019, une seconde saison intitulée Tsugu Tsugumomo (継つぐもも) est annoncée pour 2020 avec le personnel et les seiyū de la première saison reprenant leurs rôles. Il est sorti avec l'édition limitée du 24e volume du manga le 22 janvier 2020. Elle est diffusée pour la première fois entre le 5 avril et le 21 juin 2020 sur AT-X, Tokyo MX, et un peu plus tard sur BS Fuji, CTV,. Cette saison est composée de 12 épisodes répartis dans quatre coffrets Blu-ray/DVD.
Crunchyroll détient les droits de diffusion en simulcast de la première saison en Amérique du Nord, en Amérique latine, en Australie, en Nouvelle-Zélande, en Afrique du Sud, en Europe, au Moyen-Orient et en Afrique du Nord, ; la plateforme diffuse également la seconde saison en Amérique du Nord, au Royaume-Uni, en Irlande, en Australie, en Nouvelle-Zélande, en Afrique du Sud, aux Pays-Bas, en Scandinavie, en Europe non anglophone, au Moyen-Orient, en Amérique latine et en Afrique,.
La chanson du premier opening, intitulée METAMORISER, est interprétée par Band Ja Naimon! tandis que celle du premier ending, intitulée I4U, est interprétée par Michi (ja). Pour la seconde saison, la chanson de l'opening, intitulée Kaze fukeba tsukiyo no hate ni (風吹けば月夜の果てに), est interprétée par le groupe AŌP (ja) tandis que celle de l'ending, intitulée Haru, kanade (春、奏で), est interprétée par Haruka Tōjō (ja).

#### Liste des épisodes

##### Tsugomomo
| No | Titre français                                   | Titre japonais                          | Titre japonais                            | Date de 1re diffusion |
| No | Titre français                                   | Kanji                                   | Rōmaji                                    | Date de 1re diffusion |
| -- | ------------------------------------------------ | --------------------------------------- | ----------------------------------------- | --------------------- |
| 1  | Le Parfum des cerisiers                          | 桜の香り                                | Sakura no kaori                           | 2 avril 2017          |
| 2  | La Bibliothèque et l'Amie d'enfance              | 図書室と幼馴染                          | Tosho-shitsu to osananajimi               | 9 avril 2017          |
| 3  | Kukurihime                                       | くくりひめ                              | Kukuri-hime                               | 16 avril 2017         |
| 4  | L'Épreuve de la divinité locale                  | 土地神の試練                            | Tochigami no shiren                       | 23 avril 2017         |
| 5  | Entraînement                                     | 特訓                                    | Tokkun                                    | 30 avril 2017         |
| 6  | Souvenirs et amis d'enfance                      | 思い出と幼馴染                          | Omoide to osananajimi                     | 7 mai 2017            |
| 7  | Kanayama                                         | 金山さん                                | Kanayama-san                              | 14 mai 2017           |
| 8  | Une journée chez les Kagami / Un parfum attirant | ある日の加賀見家 / モテモテフレグランス | Aru hi no Kagami-ke / Motemotefureguransu | 21 mai 2017           |
| 9  | Lettre                                           | 手紙                                    | Tegami                                    | 28 mai 2017           |
| 10 | Nus sous les draps                               | はだかふとん                            | Hadaka futon                              | 4 juin 2017           |
| 11 | Duel                                             | 決闘                                    | Kettō                                     | 11 juin 2017          |
| 12 | Partenaires                                      | パートナー                              | Pātonā                                    | 18 juin 2017          |

##### Tsugu Tsugumomo
| No | Titre français            | Titre japonais          | Titre japonais               | Date de 1re diffusion |
| No | Titre français            | Kanji                   | Rōmaji                       | Date de 1re diffusion |
| -- | ------------------------- | ----------------------- | ---------------------------- | --------------------- |
| 1  | Le Bureau des conseils    | お悩み相談室            | Onayami sōdan-shitsu         | 5 avril 2020          |
| 2  | Faux mariage              | うそこん                | Uso kon                      | 12 avril 2020         |
| 3  | Le Désarroi de Shirô      | お騒がせしろう君        | Osawagase Shirō-kun          | 19 avril 2020         |
| 4  | Inversement               | はんてん!               | Hanten!                      | 26 avril 2020         |
| 5  | Sunao et Kotetsu          | すなおと虎鉄            | Sunao to Kotetsu             | 3 mai 2020            |
| 6  | La Maison perdue          | 迷い家                  | Mayoika                      | 10 mai 2020           |
| 7  | Duel / Le Quiz de l'amour | 対戦 / 恋のすごろクイズ | Taisen / Koi no sugoro kuizu | 17 mai 2020           |
| 8  | De nouveaux membres       | 新入部員                | Shinnyū buin                 | 24 mai 2020           |
| 9  | Assassins                 | 刺客                    | Shikaku                      | 31 mai 2020           |
| 10 | Émeute                    | 騒乱                    | Sōran                        | 7 juin 2020           |
| 11 | Guerre totale             | 総力戦                  | Sōryoku-sen                  | 14 juin 2020          |
| 12 | Détermination             | 決意                    | Ketsui                       | 21 juin 2020          |

## Accueil
Le 7e volume de la série est à la 22e place du classement des ventes hebdomadaires de mangas de l'Oricon avec 19 102 exemplaires lors de la semaine de sa sortie ; le 9e volume classé à la 29e place, avec 23 470 copies vendues ; le 10e volume également classé au 29e, avec 24 454 exemplaires écoulés ; le 12e volume a atteint la 16e place, avec 22 500 copies vendues ; le 13e volume classé à la 24e place en s'écoulant à 22 551 exemplaires ; le 15e volume classé à la 42e place en se vendant à 24 145 copies ; le 17e volume a atteint la 45e place, avec 17 843 exemplaires vendus tandis que le 18e volume est classé à la 44e place, avec 19 563 copies vendus.

### Œuvres
Édition japonaise
1. 1 2  (ja) « つぐもも(1) », sur Futabasha
2. 1 2  (ja) « つぐもも(2) », sur Futabasha
3. 1 2  (ja) « つぐもも(3) », sur Futabasha
4. 1 2  (ja) « つぐもも(4) », sur Futabasha
5. 1 2  (ja) « つぐもも(5) », sur Futabasha
6. 1 2  (ja) « つぐもも(6) », sur Futabasha
7. 1 2  (ja) « つぐもも(7) », sur Futabasha
8. 1 2  (ja) « つぐもも(8) », sur Futabasha
9. 1 2  (ja) « つぐもも(9) », sur Futabasha
10. 1 2  (ja) « つぐもも(10) », sur Futabasha
11. 1 2  (ja) « つぐもも(11) », sur Futabasha
12. 1 2  (ja) « つぐもも(12) », sur Futabasha
13. 1 2  (ja) « つぐもも(13) », sur Futabasha
14. 1 2  (ja) « つぐもも(14) », sur Futabasha
15. 1 2  (ja) « つぐもも(15) », sur Futabasha
16. 1 2  (ja) « つぐもも(16) », sur Futabasha
17. 1 2  (ja) « つぐもも(17) », sur Futabasha
18. 1 2  (ja) « つぐもも(18) », sur Futabasha
19. 1 2  (ja) « つぐもも(18.5) », sur Futabasha
20. 1 2  (ja) « つぐもも(19) », sur Futabasha
21. 1 2  (ja) « つぐもも(20) », sur Futabasha
22. 1 2  (ja) « つぐもも(21) », sur Futabasha
23. 1 2  (ja) « つぐもも(22) », sur Futabasha
24. 1 2  (ja) « つぐもも(23) », sur Futabasha
25. 1 2  (ja) « つぐもも(24) », sur Futabasha
26. 1 2  (ja) « つぐもも(24) OVA付特装版 », sur Futabasha
27. 1 2  (ja) « つぐもも(25) », sur Futabasha
28. 1 2  (ja) « つぐもも(26) », sur Futabasha
29. 1 2  (ja) « つぐもも(27) », sur Futabasha
30. 1 2  (ja) « つぐもも(28) », sur Futabasha
31. 1 2  (ja) « つぐもも(29) », sur Futabasha
32. 1 2  (ja) « つぐもも(30) », sur Futabasha
33. 1 2  (ja) « つぐもも(31) », sur Futabasha
34. 1 2  (ja) « つぐもも(32) », sur Futabasha
35. 1 2  (ja) « つぐもも(33) », sur Futabasha
36. 1 2  (ja) « つぐもも(34) », sur Futabasha
37. 1 2  (ja) « つぐもも(35) », sur Futabasha

Édition française
1. 1 2  « Tome 01 », sur manga-news.com